# Pattani (provincie)
Pattani (Thai: ปัตตาน; Maleis: Patani Darussalam of Patani Raya) is een Thaise provincie in het zuiden van Thailand. De provincie ligt op ongeveer 1055 kilometer van Bangkok. Pattani grenst kloksgewijs vanaf het noorden aan de volgende provincies: Narathiwat, Yala en Songkhla. De bevolking bestaat voornamelijk uit Nayu en Melayu, Maleiers.

## Provinciale symbolen
|  | Het zegel van de provincie toont het kanon Phraya Tani. Dit kanon werd vervaardigd in de provincie Pattani ten tijde van het onafhankelijke koninkrijk Pattani. Het kanon werd in 1785 naar Bangkok gebracht en staat daar nu voor het Ministerie van defensie. De provinciale boom is de Hopea odorata. De provinciale bloem is de Chinese roos (Hibiscus rosa-sinensis). |

## Algemeen
De regering heeft in de straten van de plaatsen in de provincie Pattani een luidsprekersysteem opgehangen dat van 6 uur 's ochtends tot 6 uur 's avonds nieuwsberichten van de regering brengt. Ook wordt hierop 's ochtends en 's avonds het volkslied gespeeld waaraan iedereen respect moet betonen door te stoppen met hun activiteiten. De regering heeft dit gedaan om een Thais nationalisme in de bevolking boven te brengen.

## Geografie
De provincie Pattani ligt op het schiereiland Malakka en heeft een kustlijn van ongeveer 116,4 km. Pattani is een bergachtige provincie en in het zuiden ligt de bergketen Sankalakhiri op de grens met de provincies Yala en Narathiwat. Belangrijke rivieren in de provincie zijn de Pattani en de Saiburi.

## Klimaat
De provincie Pattani heeft een Moessonklimaat. De gemiddelde jaartemperatuur is er zo een 29° C. De temperatuur varieert van 20° C tot 35° C. Gemiddeld valt er 2161 mm regen per jaar.

## Politiek

### Bestuurlijke indeling
De provincie is onderverdeeld in 12 Amphoe (districten). Dezen zijn verder onderverdeeld in 115 tambon (gemeentes) en 629 mooban (dorpen).
| 1. Mueang Pattani 2. Khok Pho 3. Nong Chik 4. Panare 5. Mayo 6. Thung Yang Daeng | 1. Saiburi 2. Mai Kaen 3. Yaring 4. Yarang 5. Kapho 6. Mae Lan |

## Bevolking
De meerderheid van de bevolking is van Maleisische afkomst (77%). De Chinezen (1%) en Thai vormen een minderheid.
De gemiddelde leeftijd van de bevolking bedroeg 24 jaar. Ruim 32% van de bevolking bestaat uit kinderen jonger dan 15 jaar oud.

### Religie
Het overgrote deel van de bevolking is, in tegenstelling tot de rest van Thailand, islamitisch (80,7%). Aanhangers van het boeddhisme vormen 19,1% van de bevolking van de provincie Pattani.

## Economie
Rubberplantages en de rubberindustrie vormen een belangrijke bron van inkomsten. De provincie is rijk aan natuurlijke hulpbronnen.

## Geschiedenis

### Vroege geschiedenis
Over de vroege geschiedenis van het gebied van de hedendaagse provincie Pattani is nog veel onduidelijk. Volgens geschriften van het Chinese hof is de stad Pattani gesticht in de 2e eeuw. Volgens dezelfde Chinese geschriften zou het koninkrijk Lankasuka hier gelegen hebben. In de 9e eeuw zou Pattani een onderdeel van het Sri Vijaya koninkrijk zijn dat zijn centrum op Sumatra had. In de 11e eeuw is Pattani een belangrijke haven in de handel op de Zuid-Chinese Zee, dit komt voornamelijk door de baaien die langs de kust natuurlijke havens vormen. Vanuit het achterland wordt rijst geëxporteerd en vanuit Borneo komen onder andere ijzer en specerijen.

### Koninkrijk Pattani
In de 13e eeuw is Pattani een onafhankelijke staat maar wordt kort daarop een vazalstaat van het Thaise koninkrijk Sukhothai, later gaat het over aan het koninkrijk Ayutthaya. Na de 1e val van de stad Ayutthaya aan de Birmezen in 1564 verklaart de sultan van Pattani zich onafhankelijk en verovert Ayutthaya. Bij een Thaise tegenaanval komt de sultan om het leven. Pattani wordt hierop wederom een vazalstaat. Gedurende de 17e eeuw regeren 4 achtereenvolgende koninginnen Pattani, te beginnen met Raja Hijau in 1584. Bij de 2e val van de stad Ayutthaya aan de Birmezen in 1767 verklaren zowel Pattani als andere vazalstaten zich onafhankelijk van Ayutthaya. Onder koning Rama I wordt Pattani opnieuw bij nu Siam gevoegd. In 1785 volgt er wederom een opstand tegen de overheersing vanuit Bangkok. Koning Rama II verdeelt in 1816 de provincie in 7 kleine staten (Patani, Raman, Jalar, Sai, Legeh, Jering en Nongcik) en maakt zo een definitief einde aan de heerschappij van de sultan van Pattani.

### De 20e eeuw: annexatie door Siam
In 1902 werden de 7 staten weer herenigd door koning Rama V en vanaf 1906 gingen zij de Monthon Pattani vormen. Als onderdeel van het verdrag van Bangkok van 1909, gesloten op 10 maart 1909, tussen het Verenigd Koninkrijk en Siam werden de noordelijke delen van het koninkrijk Pattani definitief door het koninkrijk Siam geannexeerd.

### Onder Siam en Thailand
Samen met de provincies Narathiwat en Yala vormde Pattani tot 1933 een geheel. In dat jaar werd de provincie in drieën gedeeld.
Na de annexatie zijn er nog diverse opstanden in het gebied geweest van de bevolking om te proberen het weer onafhankelijk te maken van de Thaise overheersers. De overwegend moslim bevolking in het gebied voelt zich achtergesteld ten opzichte van de overwegend boeddhistische bevolking in de rest van het land. Gedurende de jaren 60, 70 en 80 waren er zowel communistische als islamitische opstandelingen actief in de provincie. In het midden van de jaren 80 na een algemene amnestieverlening van de regering keerden de meeste opstandelingen terug naar huis.
Alleen de onafhankelijkheidsorganisatie, PULO (Patani United Liberation Organization), blijft nog op kleine schaal actief.

### Recente geschiedenis
In de eerste jaren van de 21e eeuw vinden er verscheidene overvallen plaats op politieposten. Dit zijn echter altijd kleinschalige aanvallen. Op 4 januari 2004 vond er echter een gecoördineerde aanval plaats op meerdere doelen waarbij veel wapens worden geroofd. Hierop wordt de noodtoestand in het gebied uitgeroepen. Het Tak Bai incident in de provincie Narathiwat en andere incidenten zijn het gevolg. Bijna dagelijks vinden er in het gebied aanslagen plaats waarbij vooral boeddhistische monniken, de politie en het leger het doelwit vormen. De opstandelingen willen in het gebied een nieuwe staat genaamd Pattani vestigen.